# Eos
 For alternative betydninger, se Eos (flertydig). (Se også artikler, som begynder med Eos)
Eos er morgenrødens gudinde i græsk mytologi. Hun er datter af Thea og Hyperion og er søster til Helios og Selene.

## Myte
En græsk myte handler om morgenrøden Eos. Der er mange forskellige varianter af denne myte, men en af dem er følgende: 
Eos blev forelsket i den unge, jordiske trojanske prins Títhonos og bortførte ham til sit palads. 
Hun var så betaget af ham, at hun bad gudernes fader Zeus om at gøre ham udødelig. 
Det ville Zeus ikke nægte hende. Men Eos havde glemt at bede om evig ungdom for Títhonos. 
Han ældedes, og de før så gyldne lokker blev grå, for til sidst at forsvinde helt. 
Títhonos blev senil og skrumpede ind til en krøbling. Det eneste, han til sidst havde tilbage, var sin stemme. 
Eos gemte ham i sit kammer, men hans stemme vedblev med at være der. 
Af barmhjertighed forvandlede hun til sidst Títhonos til en cikade, og derfor høres nu hans smukke cikadesang.
Tror man på den græske myte, steg gudinden Eos i sin stridsvogn fra havets dyb for at bringe dagslys til menneskene hver morgen. Eos er også mor til vinden og aften- og morgenstjernen. 